# Inagi
Inagi (jap. 稲城市 Inagi-shi) – miasto w Japonii, w prefekturze metropolitarnej Tokio. Ma powierzchnię 17,97 km². W 2020 r. mieszkało w nim 93 171 osób, w 39 812 gospodarstwach domowych  (w 2010 r. 84 811 osób, w 34 883 gospodarstwach domowych). 
Miasto otrzymało prawa miejskie 4 stycznia 1957.